# 110 mètres haies aux Jeux olympiques d'été de 1960
Navigation
Melbourne 1956 Tokyo 1964
L'épreuve du 110 mètres haies aux Jeux olympiques de 1960 s'est déroulée les 3 et 5 septembre 1960 au Stade olympique de Rome, en Italie.  Elle est remportée par l'Américain Lee Calhoun.

## Résultats

### Finale
vent : + 0,1 m/s.
| Rang               | Athlète             | Pays                       | Temps   | Notes |
| ------------------ | ------------------- | -------------------------- | ------- | ----- |
| Médaille d'or      | Lee Calhoun         | États-Unis                 | 13 s 98 |       |
| Médaille d'argent  | Willie May          | États-Unis                 | 13 s 99 |       |
| Médaille de bronze | Hayes Jones         | États-Unis                 | 14 s 17 |       |
| 4                  | Martin Lauer        | Équipe unifiée d’Allemagne | 14 s 20 |       |
| 5                  | Keith Gardner       | Indes occidentales         | 14 s 55 |       |
| 6                  | Valentin Chistyakov | Union soviétique           | 14 s 71 |       |